# Операција Планинска бура
Операција Планинска бура је велика акција коју је извела специјална јединица Тигри полиције Македоније 7. новембра 2007. године против албанских терориста у селима Бродец, Весала и Вејце у близини Тетова, на подручју Шар планине. У акцији је убијено 7 и ухапшено 69 албанских терориста. Акција је спроведена да би се ликвидирала терористичка група са Косова која је угрожавала безбедности Републике Македоније и вршила провокације ка македонским снагама у претходних неколико месеци.

## Позадина
Један очевидац је тврдио да је видео људе у униформама АНА, како патролирају селом Бродец дан пре сукоба. Такође, у октобру је један полицајац убијен и још два рањена када су се сукобили са терористима у селу Танушевци где су и започели Сукоби у Македонији 2001. Наоружану групу терориста водио је Љирим Јакупи. Јакупи је
оптужени криминалац који је са још неколико других особа побегао из затвора Дубрава у Србији, августа 2007. године. Крио се у околини Тетова. Са Јакупијем се крио и Рамадан Шити и још тридесетак терориста АНА. Џавид Морина, који је такође побегао из затвора у Дубрави, је нађен мртав близу Одрија, села близу Тетова, недељу дана касније.

## Операција
Акција је према полицијским изворима, отпочела у 04.00 сата ујутро жестоким сукобом македонске полиције и албанских терориста у селу Бродец. Сукоб је трајао пуних 10 сати, до 14.00 часова, када је терористичка група у потпуности разбијена и поражена. Акција је спроведена уз логистичку подршку 3 хеликоптера Војске Македоније и оклопних возила. Екстремисти који су се у том тренутку налазили у брдима изнад села, уплашени жестоким нападом, склонили су се у сеоску џамију а потом су шумом побегли преко Шар-планине на Косово. Међу терористима који су побегли био је и Љирим Јакупи, вођа групе. У току операције КФОР је пласирао информацију да је оборен један македонски војни хеликоптер што је македонски МУП оштро демантовао.
Рамадан Шити (1983) извршио је самоубиство активирањем бомбе, да не би пао у руке македонске полиције. Поред њега, према тврдњама Министарства унутрашњих послова Републике Македоније, погинули су следећи терористи: Фисник Ахмети-командант Челик из села Бродец, Беким Мехмети (1986) из Тетова, Шахиљи Ферат (1987) из села Бродец, Фидан Фејзулаху (1983) из Приштине и Гавази Имер (1965) са Косова. Погинуо је још један терориста који није идентификован.
Током саме операције ухапшено је 12 терориста. Међу њима је био и Хабит Ахмети, један од вођа криминалних група у Македонији. Пре операције су у Скопљу ухапшена још четворица. Македонска полиција је запленила много оружја, муниције и минобацача током операције.
КФОР, и НАТО су повећали број трупа на граници између јужне Србије (Косова и Метохије) након 7. новембра 2007. године, док је Џезаир Хоџа, један од команданата АНА, запретио одмаздом због погибије 7 припадника АНА. Одговорност за сукоб на Шар планини преузела је организација Политичко-војни савет ослободилачких војски албанских простора са седиштем у Тетову која је саопштила да је присиљена да организује војне јединице како би заштитила угрожени албански народ и сваки педаљ албанске територије.

### Заплењена оружја
Међу заплењеним оружјима је: 3 минобацача са 111 граната, 58 ручних бомби, 31 експлозив ТНТ, 29 противтенковских мина, 9 противтенковских бацача граната М80 Зоља, 9 митраљеза, 6 тромблона са 132 гранате, 4 снајпера, 4 ракете земља-ваздух, 2 хаубице М79 Оса са 7 граната, 2 комплета пластичног експлозива, бестрзајни топови, аутоматске пушке и још многа друга. Заплењено оружје било је довољно да наоружа 650 људи који би тада могли месецима да пружају отпор македонским снагама безбедности.